# Royal Engineers

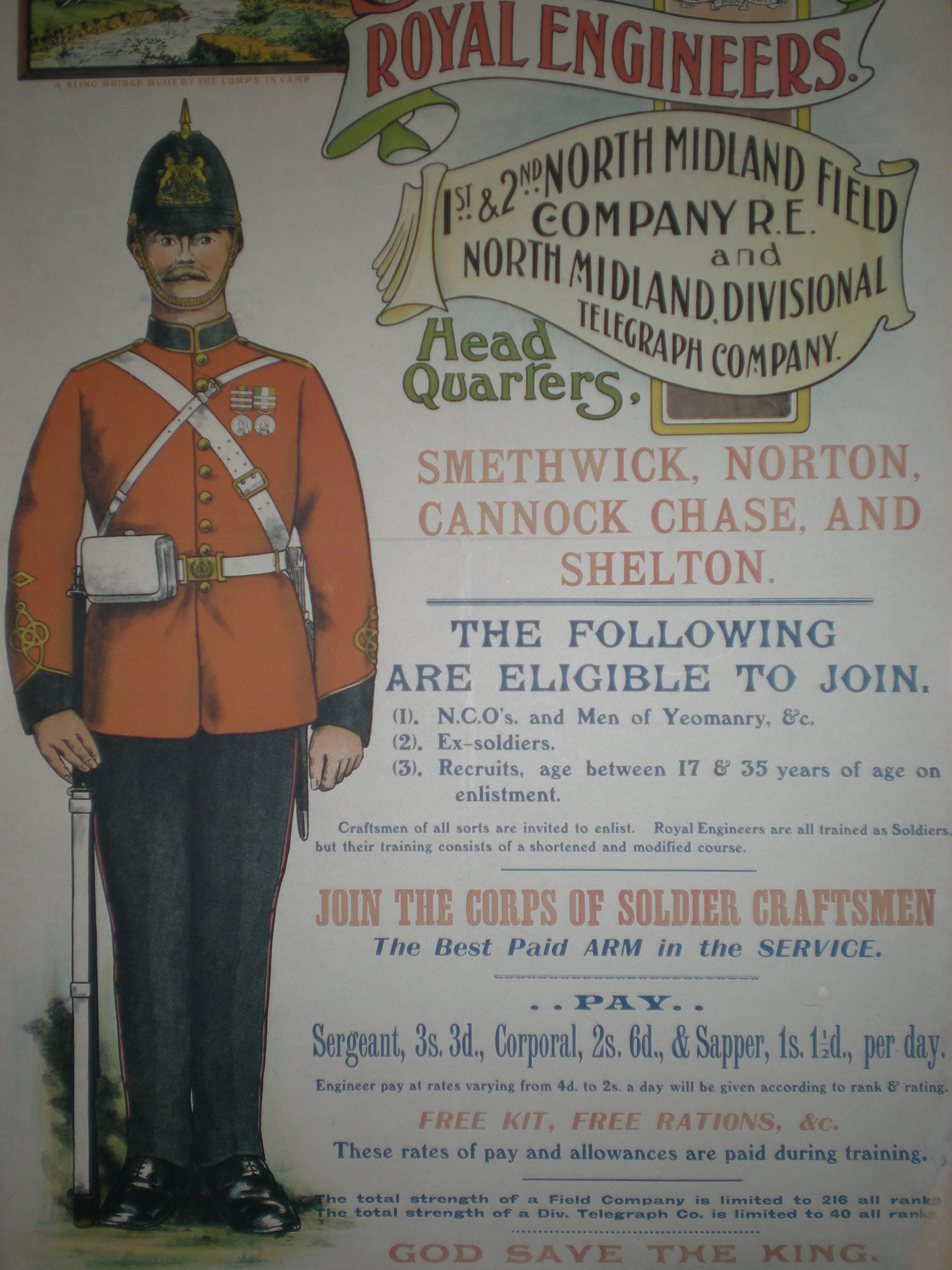
Rekruteringsaffiche omstreeks 1890

Het Corps of Royal Engineers of kortweg Royal Engineers is een van de korpsen van het British Army. De Royal Engineers verschaffen genisten en andere technische ondersteuning aan de British Armed Forces. De leden zelf worden ook vaak sappeurs genoemd. Het Corps of Royal Engineers wordt geleid door de Chief Royal Engineer.
Het Corps of Royal Engineers is onderverdeeld in verschillende regimenten verspreid over het Verenigd Koninkrijk van Groot-Brittannië en Noord-Ierland en Duitsland. Zowel het hoofdkwartier van de regimenten als de Royal School of Military Engineering bevinden zich in Chatham (graafschap Kent).  